# Confrontation (festival)
Pour les articles homonymes, voir Confrontation.
Confrontation  est un festival de cinéma qui a lieu chaque année à Perpignan. Il est organisé pendant une semaine durant les mois de mars ou avril par l'Institut Jean-Vigo. Le festival permet de "confronter" plusieurs films de toutes époques, tout pays, sur un thème donné et renouvelé chaque année. Des rencontres, débats et expositions sont également organisés autour du festival.

## Historique
Le festival Confrontation est créé en 1965 à l'initiative de Marcel Oms et Raymond Borde.
"L'idée est de faire un festival anti-parisien et politiquement très ancré à gauche, c'est-à-dire proche de Positif. Il s'agit de s'inscrire en faux contre la Nouvelle Vague et l'esprit Cahiers du Cinéma, avec des cinéastes tels que Robert Enrico, Jacques Rouffio et Alain Cavalier, qui proposent un cinéma assez éloigné des conditions de la Nouvelle Vague. Donc, l'un dans l'autre, Positif et l'organisation en province font d'emblée de Confrontation un festival qui se positionne contre l'adulation d'un système. Bien entendu, tout cela est maintenant complètement obsolète." (Michel Cadé, directeur du festival Confrontation en 2001)
Dès son origine, la programmation du festival interroge principalement l'Histoire et sa représentation filmique. Confrontation prendra le nom en 1976 de "Festival international de critique historique du film" pour plusieurs années,.

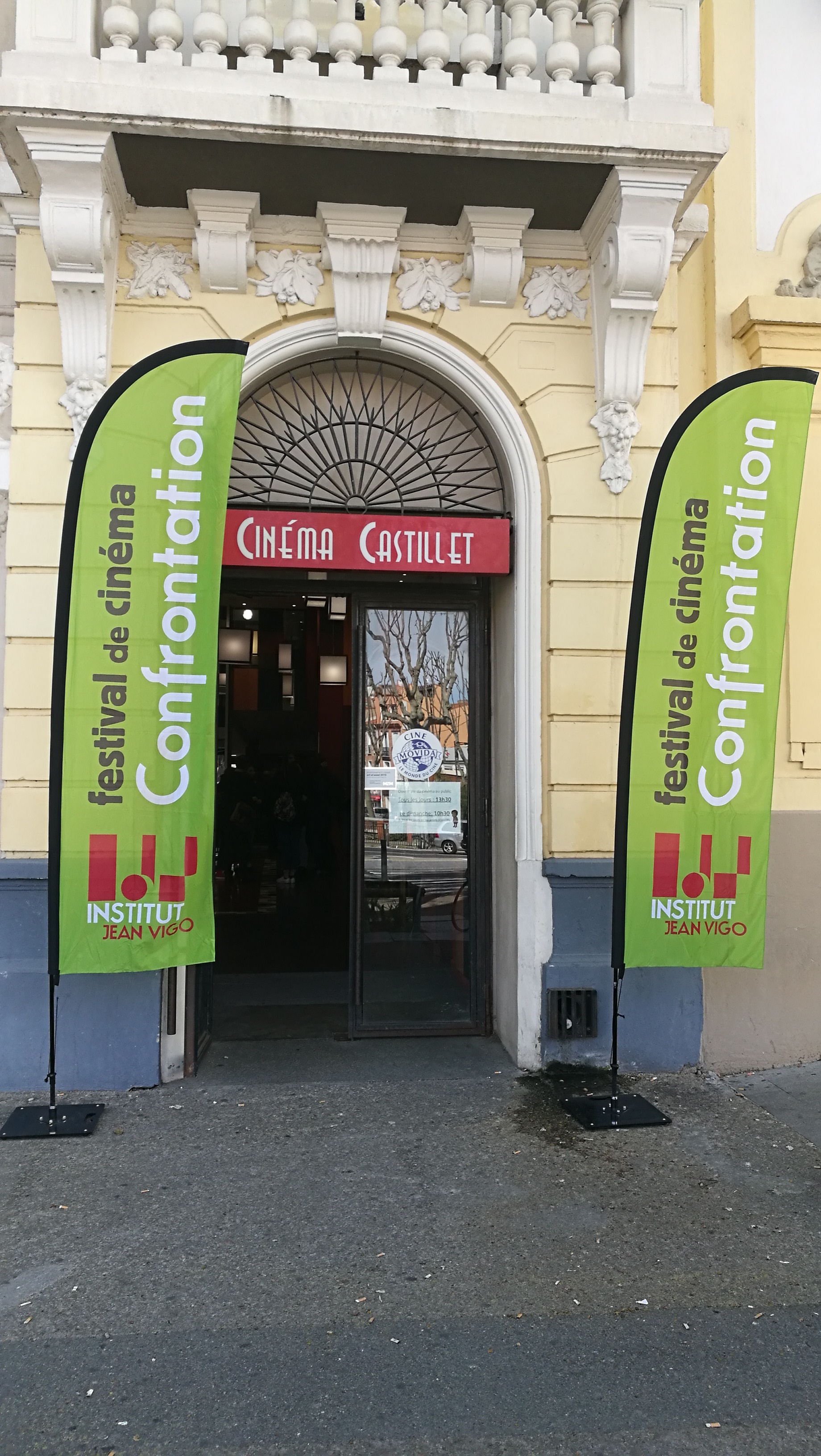
Le cinéma Le Castillet projette des films du festival Confrontation

## Liste des éditions[5]
| N° | Année | Thème                                          | Invités notables                                             |
| -- | ----- | ---------------------------------------------- | ------------------------------------------------------------ |
| 1  | 1965  | Le cinéma français existe-t-il ?               | René Allio, Robert Enrico                                    |
| 2  | 1966  | L’Espagne derrière l’écran                     |                                                              |
| 3  | 1967  | L’Italie vingt ans après                       |                                                              |
| 4  | 1968  | Démons et merveilles du cinéma                 |                                                              |
| 5  | 1969  | 14-18 vu par le cinéma                         |                                                              |
| 6  | 1970  | Le western raconte l’histoire des USA          |                                                              |
| 7  | 1971  | La Méditerranée et son cinéma                  |                                                              |
| 8  | 1972  | Réflexions sur la question juive au cinéma     |                                                              |
| 9  | 1973  | Le cinéma est un spectacle                     |                                                              |
| 10 | 1974  | Cent ans d’histoire de France                  |                                                              |
| 11 | 1975  | Le Moyen Âge vu par le cinéma                  |                                                              |
| 12 | 1976  | Les Amériques latines dans le miroir du cinéma |                                                              |
| 13 | 1977  | Le film policier reflet de société             |                                                              |
| 14 | 1978  | La guerre d’Espagne vue par le cinéma          |                                                              |
| 15 | 1979  | Le cinéma des Surréalistes                     |                                                              |
| 16 | 1980  | Le monde ouvrier au cinéma                     |                                                              |
| 17 | 1981  | Les aventures maritimes                        |                                                              |
| 18 | 1982  | Les années 30 d’hier et d’aujourd’hui          |                                                              |
| 19 | 1983  | L’Afrique noire                                |                                                              |
| 20 | 1984  | Europe 45/65                                   |                                                              |
| 21 | 1985  | Le cinéma au seuil du futur                    |                                                              |
| 22 | 1986  | Fin de siècle et belle époque                  |                                                              |
| 23 | 1987  | España 36-86                                   |                                                              |
| 24 | 1988  | Le ciné-roman des années folles                | Manfred Engelbert                                            |
| 25 | 1989  | Révolutions, printemps de la liberté           |                                                              |
| 26 | 1990  | Le cinéma raconte son histoire                 |                                                              |
| 27 | 1991  | Europe 39-45                                   |                                                              |
| 28 | 1992  | Hollywood à la découverte de l’Europe          |                                                              |
| 29 | 1993  | Méditerranée, ciné portrait                    |                                                              |
| 30 | 1994  | L’histoire de France au cinéma                 |                                                              |
| 31 | 1995  | Un siècle d’inventions au cinéma               | Jacques Rouffio, Ettore Scola, Jean Dréville                 |
| 32 | 1996  | Il était une fois dans l’Est                   | Jiri Menzel                                                  |
| 33 | 1997  | Italies, 1860 – 1997                           |                                                              |
| 34 | 1998  | Europe – Afrique, regards croisés              |                                                              |
| 35 | 1999  | Si le siècle m’était filmé…                    |                                                              |
| 36 | 2000  | Images de la fraternité au cinéma              | Marc Ferro, Claude Aziza, Rémy Cazals                        |
| 37 | 2001  | Ecrans Japon                                   |                                                              |
| 38 | 2002  | Les maîtres du monde                           |                                                              |
| 39 | 2003  | Terre(s) – Le monde rural au cinéma            |                                                              |
| 40 | 2004  | L’Hispanité au cinéma                          |                                                              |
| 41 | 2005  | De la Chine… au cinéma                         |                                                              |
| 42 | 2006  | Avoir 20 ans                                   |                                                              |
| 43 | 2007  | Beautiful British Cinéma                       |                                                              |
| 44 | 2008  | Les années 70 au cinéma                        |                                                              |
| 45 | 2009  | Made in USA / Mythes et rêves américains       |                                                              |
| 46 | 2010  | Les Arts à l’écran                             |                                                              |
| 47 | 2011  | Cinémas des Indes                              |                                                              |
| 48 | 2012  | La ville au cinéma                             |                                                              |
| 49 | 2013  | Le Moyen-Orient au cinéma                      |                                                              |
| 50 | 2014  | 50 ans de cinéma français                      | Alain Cavalier, Arnaud des Pallières                         |
| 51 | 2015  | Crise de rire                                  | Pierre Etaix, Emmanuel Mouret, Pascal Thomas, Michel Leclerc |
| 52 | 2016  | De la démocratie                               | Bahram Aloui, Férid Boughedir, Dominique Cabrera             |
| 53 | 2017  | Les grands espaces                             | Arnaud et Jean-Marie Larrieu, Manuel Poirier                 |

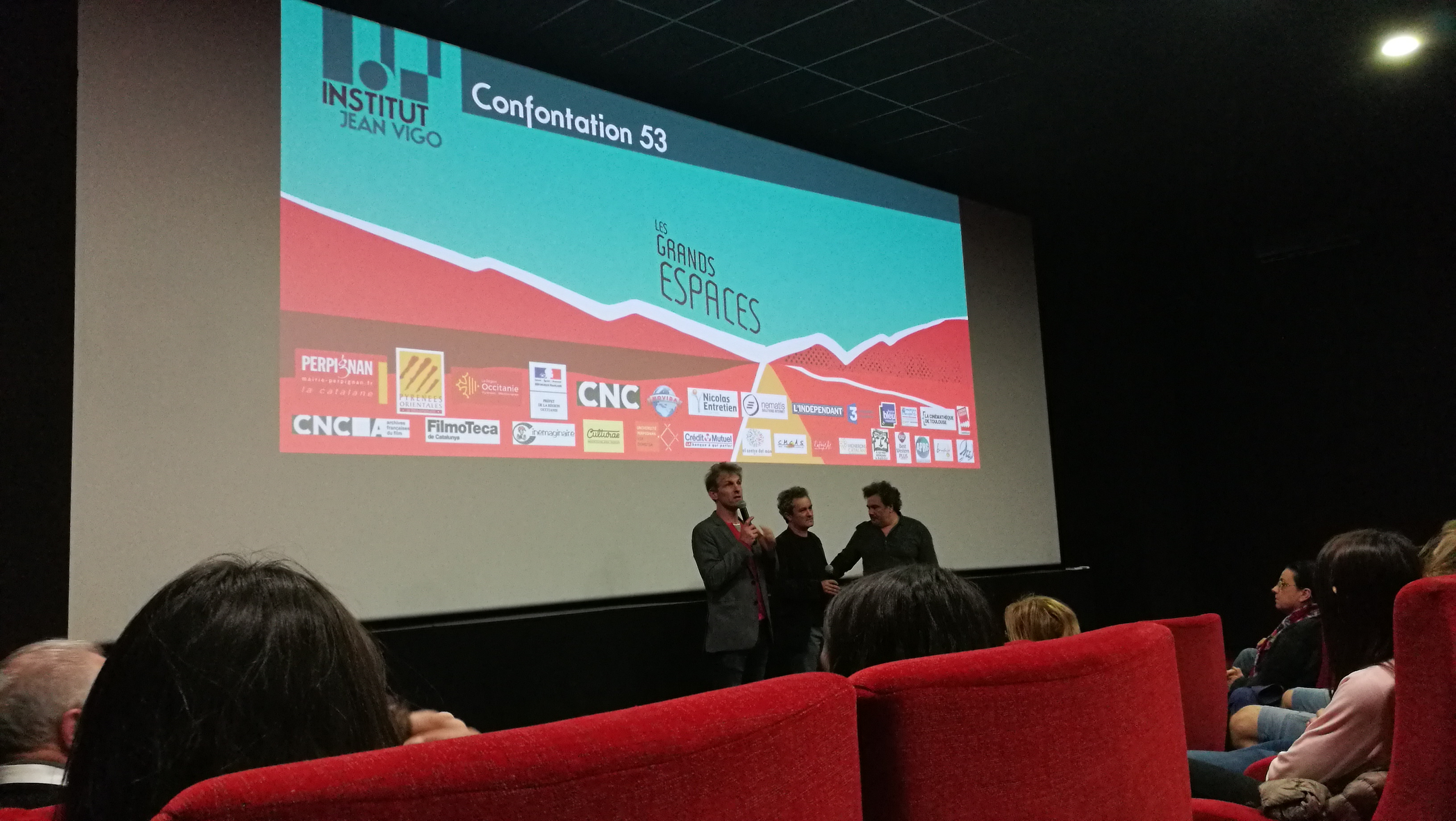
Arnaud et Jean-Marie Larrieu présentent un film lors du festival Confrontation 2017.
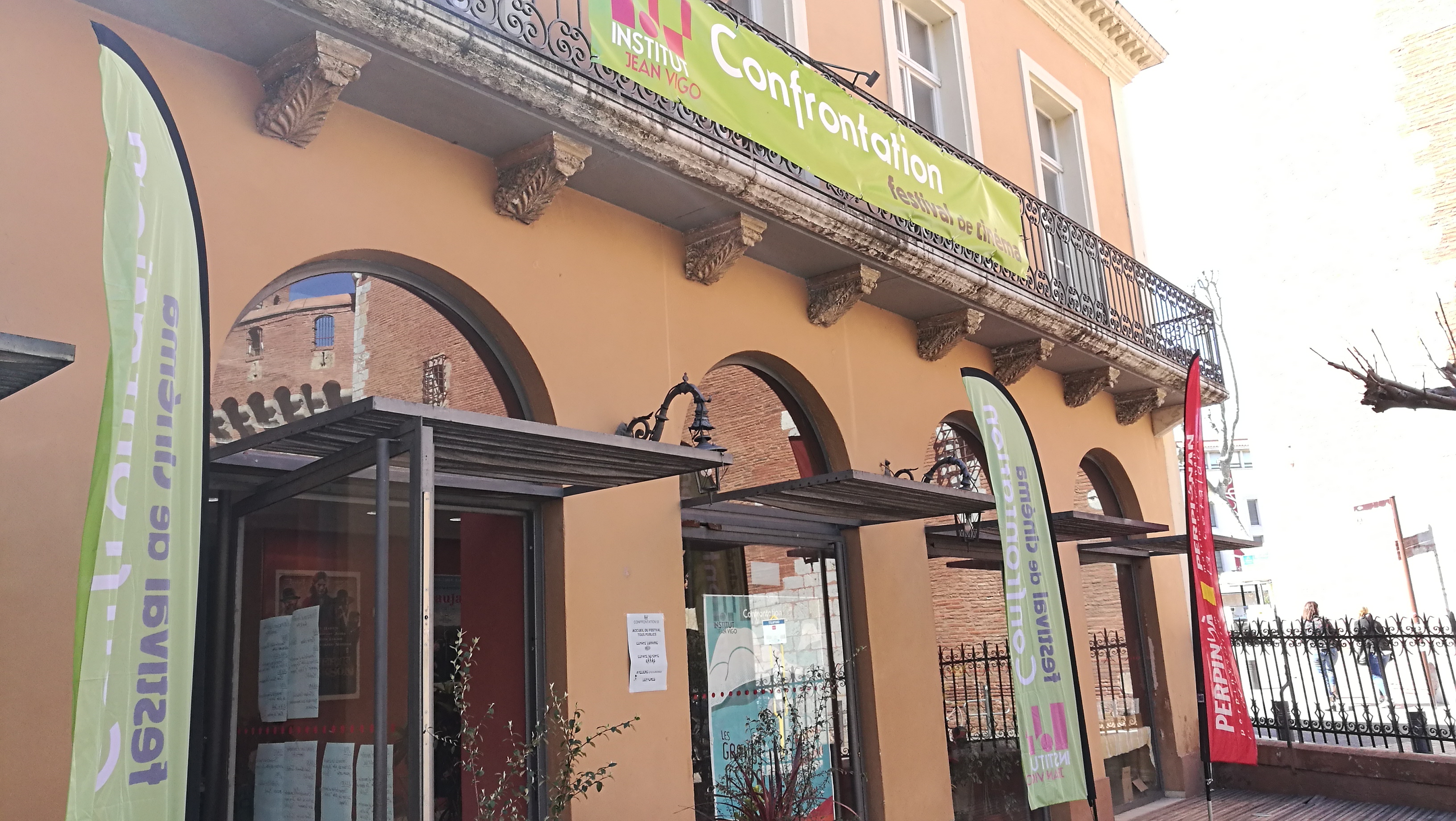
Espace accueil du festival Confrontation 2017.